# Stora Tveitøy
Stora Tveitøy est une île norvégienne du comté de Hordaland appartenant administrativement à Stord.

## Description
Rocheuse et couverte d'arbres, elle s'étend sur environ 320 m de longueur pour une largeur approximative de 153 m.